# Високоактивна антиретровірусна терапія
Високоактивна антиретровірусна терапія (скорочено — ВААРТ) — метод лікування ВІЛ-інфекції та СНІДу, що полягає у одночасному застосуванні хворими кількох антиретровірусних препаратів на відміну від монотерапії (застосування одного препарату), що застосовувалась раніше.

## Мета застосування ВААРТ
- Вірусологічна — зниження вірусного навантаження до мінімального рівня (бажано до рівня менше 50 копій/мл) та утримувати цей рівень якнайдовший час для запобігання прогресування хвороби та розвитку резистентності вірусу до препаратів.
- Імунологічна — відновлення функції імунної системи для покращення кількісних показників (підвищення кількості лімфоцитів CD4 до нормального рівня), а також і якісних показників (відновлення специфічної імунної відповіді організму на інфекційні агенти).
- Клінічна — збільшення тривалості життя хворих та забезпечення покращення якості їх життя.
- Терапевтична — застосування таких схем лікування ВІЛ-інфекції, для яких досягнення вірусологічної, клінічної та імунологічної мети поєднується з використанням найширшого спектру антиретровірусних препаратів, запобіганням побічної дії та токсичних ефектів препаратів і полегшенням дотримання хворим режиму прийому препаратів.
- Епідеміологічна — ефективна терапія ВІЛ-інфекції значно зменшує ризик передачі вірусу іншим людям. Тому забезпечення універсального доступу до ВААРТ є одним з найважливіших чинників ефективної профілактики ВІЛ-інфекції.
- Економічна — адекватний доступ до ВААРТ дозволяє зменшити витрати на лікування опортуністичних інфекцій, частоту перебування хворих в стаціонарі та зменшити витрати на догляд за важкохворими.

## Принципи застосування ВААРТ

Схематичний опис дії 4 класів антиретровірусних препаратів

Вірус імунодефіциту людини має високу мутагенність, що дозволяє йому видозмінювати свою РНК та продукувати штами, що мають стійкість до деяких антиретровірусних препаратів. Тому в основі ВААРТ лежить застосування трьох або чотирьох препаратів для дії на різні стадії розвитку вірусу та запобігання розвитку стійкості вірусу до одного препарату і розвитку мутацій вірусу. Усі антиретровірусні препарати поділяються на п'ять груп: інгібітори зворотної транскриптази, що поділяються на нуклеозидні інгібітори зворотної транскриптази та ненуклеозидні інгібітори зворотної транскриптази; інгібітори протеази; інгібітори інтегрази; інгібітори злиття та інгібітори рецепторів. Якщо препарати приймаються нерегулярно або в недостатніх дозах, то вірус може виробляти стійкість до одного або кількох антиретровірусних препаратів, що приводить до погіршення підбору препаратів для подальшого ефективного лікування ВІЛ-інфекції. Терапія трьома і більше препаратів вимагає чіткого прийому ліків, без пропуску прийому та прийому більшої дози препарату у випадку пропуску прийому. Для покращення прихильності хворих до ВААРТ розроблені схеми прийому препаратів один раз на добу. Для однократного прийому затверджені такі препарати: диданозин, абакавір, тенофовір, ламівудин, емтрицитабін, ефавіренз, атазанавір, атазанавір/ритонавір, лопінавір/ритонавір, фосампренавір/ритонавір.

## Групи препаратів, що застосовуються при ВААРТ
Для лікування ВІЛ-інфекції застосовуються п'ять груп лікарських препаратів: нуклеозидні інгібітори зворотної транскриптази та ненуклеозидні інгібітори зворотної транскриптази, інгібітори протеази, інгібітори інтегрази, інгібітори злиття та інгібітори рецепторів.

### Нуклеозидні інгібітори зворотної транскриптази
Механізм дії даної групи препаратів полягає у конкурентному блокуванні ферменту зворотної транскриптази та вибірково інгібувати реплікацію вірусної ДНК. Усі препарати групи є аналогами природних нуклеотидів або нуклеозидів. Саме до цієї групи належить перший препарат, що був затверджений для лікування СНІДу — це зидовудин, що був зареєстрований у 1987 році. До нуклеозидних інгібіторів зворотної транскриптази належать:
| Препарат                     | Міжнародна абревіатура |
| ---------------------------- | ---------------------- |
| Абакавір                     | ABC                    |
| Диданозин                    | ddI                    |
| Зальцитабін                  | ddC                    |
| Зидовудин                    | AZT, ZDV               |
| Ламівудин                    | 3TC                    |
| Ставудин                     | d4T                    |
| Тенофовір                    | TDF                    |
| Фосфазид                     | fAZT                   |
| Емтрицитабін                 | FTC                    |
| Абакавір/Ламівудин           | ABC/3TC, KVX           |
| Тенофовір/Емтрицитабін       | TDF/FTC, TVD           |
| Зидовудин/Ламівудин          | ZDV/3TC, CBV           |
| Зидовудин/Ламівудин/Абакавір | ZDV/3TC/ABC, TZV       |

### Ненуклеозидні інгібітори зворотної транскриптази
Препарати даної групи інгібують ранні стадії життєвого циклу вірусу, тому особливо ефективні при гострому зараженні ВІЛ-інфекцією. Препарати групи ефективні лише проти вірусу ВІЛ-1 та неефективні проти ВІЛ-2. До ненуклеозидних інгібіторів зворотної транскриптази належать:
| Препарат   | Міжнародна абревіатура |
| ---------- | ---------------------- |
| Делавірдин | DLV                    |
| Невірапін  | NVP                    |
| Ефавіренз  | EFV                    |
| Етравірин  | ETR                    |
| Рілпівірин | RPV                    |

### Інгібітори протеази
Препарати цієї групи блокують активний центр ферменту вірусу — протеази, який необхідний для розщеплення поліпротеїнових попередників вірусу на окремі білки, що входять до складу вірусу, та порушують утворення білків вірусного капсиду. До інгібіторів протеази належать:
| Препарат            | Міжнародна абревіатура |
| ------------------- | ---------------------- |
| Ампренавір          | APV                    |
| Атазанавір          | ATV                    |
| Індинавір           | IDV                    |
| Лопінавір           | LPV                    |
| Нелфінавір          | NFV                    |
| Ритонавір           | RTV, /r                |
| Саквінавір          | SQV-INV                |
| Лопінавір/Ритонавір | LPV/r                  |
| Типранавір          | TPV                    |
| Фосампренавір       | FPV                    |
| Дарунавір           | DRV                    |

### Інгібітори інтегрази
Препарати даної групи блокують фермент вірусу, що бере участь у включенні геному провірусної ДНК в геном клітин людини. До інгібіторів інтегрази належать:
| Препарат     | Міжнародна абревіатура |
| ------------ | ---------------------- |
| Ралтегравір  | RAL                    |
| Долутегравір | DTG                    |
| Елвітегравір | EVG                    |

### Інгібітори злиття
Препарати цієї групи блокують проникнення вірусу всередину клітин-мішеней. До інгібіторів злиття належить препарат Енфувіртид (міжнародна транскрипція ENF або T-20).

### Інгібітори рецепторів
Інгібітори рецепторів блокують проникнення вірусу всередину клітини-мішені, діючи на корецептори. Єдиним зареєстрованим препаратом групи інгібіторів рецепторів є Маравірок (міжнародна транскрипція MVC), клінічні дослідження проходять препарати Вікрівірок, Аплавірок та препарати, що мають лише умовні назви — TAK-220 і AMD 070.

## Показання для початку ВААРТ
Основним показником до призначення ВААРТ є наявність будь-якого СНІД-індикаторного захворювання або зменшення кількості CD4-лімфоцитів менше ніж 350 кл/мл. Незалежно від імунологічних показників ВААРТ призначається при вагітності, хворим з ВІЛ-асоційованою нефропатією та при коінфекції з вірусним гепатитом В при використанні препаратів, що діють на обидва віруси — тенофовіру, емтрицитабіну та ламівудину. Згідно національного клінічного протоколу рекомендовано розпочати ВААРТ у таких категорій хворих, які не підпадають у зазначені вище критерії — високе вірусне навантаження (>100 000 копій/мл), швидке зниження CD4-лімфоцитів (на 120 кл/рік), хворим старшим 50 років та хворим з високим ризиком не асоційованих з ВІЛ-інфекцією захворювань (ІХС, онкологічні захворювання).

## ВААРТ при вагітності
Згідно національного клінічного протоколу, при вагітності ВААРТ призначається усім хворим незалежно від імунологічних показників для зниження частоти передачі ВІЛ-інфекції дитині. Згідно досліджень, що були проведені з 1990 до 2000 року серед ВІЛ-інфікованих матерів, що народили дітей, отримані наступні результати: при відсутності АРТ частота передачі ВІЛ-інфекції складала 20,0 %, при використанні монотерапії зидовудином — 10,4 %, при використанні двох нуклеозидних інгібіторів зворотної транскриптази — 3,8 %, а у вагітних, що отримували ВААРТ — 1,2 %. Згідно даних Об'єднаного європейського дослідження, частота перинатальної передачі ВІЛ-інфекції при застосуванні ВААРТ в 2001–2002 роках склала 1 %.
Більшість препаратів є безпечними при застосуванні під час вагітності, протипоказаними при вагітності з антиретровірусних препаратів є ефавіренз, диданозин та ставудин.

## ВААРТ у дітей
Згідно міжнародних рекомендацій, АРТ у дітей проводиться при наявності симптомів, пов'язаних з ВІЛ-інфекцією; наявність IV стадії ВІЛ-інфекції; при низькій кількості або низькому відсотку CD4-лімфоцитів в крові відповідно до віку; при високій концентрації вірусної РНК в крові або при її наростанні; швидке зниження абсолютної або відсоткової концентрації CD4 в крові до рівня помірного імунодефіциту; а також при розвитку симптомів імунодефіциту.

## Побічні ефекти ВААРТ
При застосуванні антиретровірусних препаратів можливі побічні ефекти:
- Шкірні імунокомплексні ураження (синдром Стівенса — Джонсона, синдром Лаєлла) — часто невірапін, ефавіренз; рідше на фоні прийому абакавіру, зидовудину, індинавіру, лопінавіру, ампренавіру.
- Некроз печінки — невірапін.
- Підвищення активності амінотрансфераз — усі інгібітори протеази та ненуклеозидні інгібітори зворотної транскриптази.
- Лактоацидоз — абакавір, ставудин, диданозин, зидовудин.
- Панкреатит — зидовудин, зальцитабін, абакавір, ефавіренз, ритонавір, ставудин.
- Нефротоксична дія та сечокам'яна хвороба — тенофовір, індинавір, ефавіренз.
- Ліпоатрофія та ліподистрофічний синдром — усі інгібітори протеази та ставудин.
- Нейтропенія та анемія — зидовудин, зальцитабін.
- Токсична дія на центральну нервову систему — ефавіренз, зальцитабін, диданозин, меншою мірою — зидовудин.
- Гіперліпідемія та порушення чутливості до інсуліну — усі інгібітори протеази та ставудин.
- Розлади кишки — зидовудин, диданозин та інгібітори протеази.